# كوتا تينجي
كوتا تينجي أو كوتا تيغكي هي مدينة وعاصمة مدرية كوتا تينجي في جوهر بماليزيا، وتقع على بعد حوالي 42 كيلومترًا شمال شرق جوهر بهرو. كوالا سيديلي أو تانجونج سيديلي، بلدة صيد صغيرة تقع على بعد 37 كم شمال شرق مدينة كوتا تينجي، وهي ثاني أكبر ميناء للصيد في الساحل الشرقي لشبه جزيرة ماليزيا.

## التاريخ
كانت كوتا تينجي هي الأكثر تضرراً من الفيضانات التي دمرت جوهر وبعض أجزاء باهانج، وملقا، ونكري سمبيلن. وأجلت السلطات نحو 100 ألف شخص إلى مراكز الإنقاذ. بدأت الموجة الأولى من الفيضانات في 19 ديسمبر 2006 بارتفاع 4.90 متر (16.1 قدم) وغرقت تقريبا مدينة كوتا تينجي بأكملها. ثم بدأت الموجة الثانية في 11 يناير 2007 بارتفاع 5.45 متر (17.9 قدم)، وتجاوزت حتى ارتفاع الموجة الأولى. كانت بلدة كوتا تينجي تحت الماء تمامًا لمدة أسبوعين تقريبًا وعُزلت عن مدن أخرى بسبب الانهيارات الأرضية والفيضانات.

## الجغرافيا

مدينة كوتا تينجي في مديرية كوتا تينجي

تمتد البلدة على مساحة 17 كم 2.

## السياسة
يمثل كوتا تينجي في ديوان الرعية من البرلمان الماليزي نور إحسان الدين محمد هارون نراشد من المنظمة الوطنية الماليزية المتحدة، وهي جزء من الائتلاف الحاكم الاتحادي باريسان ناسيونال. وعلى مستوى الولاية، تساهم دائرة كوتا تينجي بمقعدين في الجمعية التشريعية لولاية جوهر:
- مقعد سيديلي
- مقعد جوهر لاما

ويحتل المقعدين أيضًا عضوان من المنظمة الوطنية الماليزية المتحدة.